# إنيد كامبل
إنيد كامبل (بالإنجليزية: Enid Mona Campbell)‏ هي عالمة قانونية أسترالية، ولدت في 30 أكتوبر 1932، وتوفيت في 20 يناير 2010 بسبب مرض.